# Julia F. Morton
Julia Frances Morton (* 25. April 1912 als Julia Francis McHugh in Middlebury, Vermont; † 10. September 1996 in Miami, Florida) war eine US-amerikanische Botanikerin. Sie gilt als weltweite Autorität auf dem Gebiet der Giftpflanzen.

## Leben
Als Julia 15 Jahre alt war, starben ihre Mutter und ihre Schwester. Daraufhin nahm ihr Bruder, der in New York City lebte, sie bei sich auf. Sie arbeitete einige Jahre als Gebrauchsgrafikerin und lernte in dieser Zeit den Kanadier Kendal Paul Morton (1897–1964) kennen, den sie heiratete.
Morton besaß keinen Studienabschluss. Auf der Suche nach unbekannten Pflanzen führten sie ihre Forschungsreisen bis in die Regenwälder von Vietnam. Ihr Interesse lag darin, die verschiedenen medizinischen und ernährungsphysiologischen Verwendungsmöglichkeiten diverser Pflanzen zu erforschen. In diesem Zusammenhang nannte sie der Nursery Digest die „Grande dame of economic botany“. 
Ihr erstes Werk 50 Tropical Fruits of Nassau zog die Aufmerksamkeit von Bowman Foster Ashe, Präsident der University of Miami, auf sich, der dem Ehepaar Lehrstellen anbot. Sie lehrte als Forschungsprofessorin für Biologie an der University of Miami und hatte dort die Leitung des Morton Collectanea, eines Forschungs- und Informationszentrums zur Wirtschaftsbotanik, inne. Die Sammlung hatte sie 1933 zusammen mit ihrem Mann begonnen. Ihr Mann starb 1964. 1973 erhielt sie den Doctor of Science (D.Sc.) von der Florida State University. 
Julia F. Morton war Gründungsmitglied der Society for Economic Botany. 1974 wurde sie Mitglied der Linnean Society of London. Sie verfasste 10 Bücher und 94 wissenschaftliche Aufsätze.
Sie lebte zuletzt in Homestead, Florida, und verstarb im Jackson Memorial Hospital in Miami an den Folgen eines Autounfalls, den sie am 28. August 1996 erlitten hatte.

## Schriften
- Fifty Tropical Fruits of Nassau. 1946.
- 400 Plants of South Florida. 1949.
- Some Useful and Ornamental Plants of the Caribbean Gardens. Botanical gardens, 1955.
- The Mamey. Florida State Horticultural Society, 1962.
- Exotic Plants. 1973.
  - französisch: Plantes exotiques.
- Herbs and Spices. New York: Golden Press, 1976.
  - deutsch: Kräuter und Gewürze. Delphin Verlag, 1978
- Search for Carcinogenic Principles In:  Tony Swain, Robert Kleiman (Hrsg.): The Resource Potential in Phytochemistry, Recent Advances in Phytochemistry, Volume 14, 1980 (Abstract)
- Atlas of medicinal plants of Middle America: Bahamas to Yucatan. C.C. Thomas, Illinois 1981.
- Wild plants for survival in south Florida. 1982.
- Fruits of Warm Climates. 1987, (online).